# Jeden funt (moneta brytyjska)
Jeden funt – brytyjska moneta wprowadzona do obiegu 21 kwietnia 1983 roku, zastępując używany od 1797 roku banknot o takim samym nominale.
Moneta wybijana jest z mosiądzu. Awers monety przedstawia podobiznę brytyjskiej królowej Elżbiety II.